# Marvin Stalder
Marvin Federick Stalder, född 9 december 1905 i Riverside, död 2 september 1982 i Kerrville, var en amerikansk roddare.
Stalder blev olympisk guldmedaljör i åtta med styrman vid sommarspelen 1928 i Amsterdam.